# زاك بانير
زاك بانير (بالإنجليزية: Zach Banner)‏ هو لاعب كرة قدم أمريكية شمالية ‏ أمريكي، ولد في 25 ديسمبر 1993 في بويالوب في الولايات المتحدة.

## وصلات خارجية
- زاك بانير على موقع ريلجم (الإنجليزية)
- زاك بانير على موقع مرجع كرة القدم المحترفة.كوم (الإنجليزية)